# كريسبينو
كريسبينو (بالإيطالية: Crespino)‏ هي بلدية في مقاطعة رفيغة في منطقة فنيتة الإيطالية، وتقع على بعد 60 كيلومترًا (37 ميلًا) جنوب غرب البندقية و12 كيلومترًا (7 ميلًا) جنوب شرق رفيغة.